# Ludovico Antomelli
Ludovico Antomelli OFM (* 1. Februar 1863 in Mazzano; † 19. Juni 1927) war ein römisch-katholischer Ordensgeistlicher und Bischof von Lodi.

## Leben
Ludovico Antomelli empfing im Jahre 1890 das Sakrament der Priesterweihe für die Ordensgemeinschaft der Franziskaner.
Mit der Erhebung der Apostolischen Präfektur von Tripolis zum Apostolischen Vikariat von Libyen am 23. Februar 1913 wurde Ludovico Antomelli zum Titularbischof von Leptis Magna und zum ersten Apostolischen Vikar von Libyen ernannt. Die Bischofsweihe spendete ihm am 15. Juni desselben Jahres der Erzbischof von Mailand, Andrea Carlo Kardinal Ferrari; Mitkonsekratoren waren der emeritierte Bischof von Pult, Titularerzbischof Nicola Marconi, und der Bischof von Brescia, Giacinto Gaggia.
Am 10. März 1919 wurde Ludovico Antomelli zum Bischof von Bagnoregio ernannt, am 24. März 1924 zum Bischof von Lodi. Letzteres Amt bekleidete er bis zu seinem Tod am 19. Juni 1927.